# Guillermo Clito
Guillermo Clito (25 de octubre de 1102-28 de julio de 1128) fue hijo de Roberto II, duque de Normandía y de Sibila de Conversano. Reclamó Normandía e Inglaterra y fue conde de Flandes.
Su apellido "Clito" es el equivalente latino al anglosajón "Aetheling", y al germánico "Adelinus" (usado para referirse a su primo carnal Guillermo Adelin, hijo de Enrique I). Tanto "Clito" como "Atheling" significan "de sangre real", equivaliendo a "príncipe".

## Historia y familia

### Juventud
Tras la derrota de su padre en Tinchebray en 1106, el joven Guillermo fue capturado por el rey. Enrique I puso a su sobrino bajo la custodia de Elias de Saint Saens, conde de Arques, casado con una hija natural de Roberto de Normandía, su amigo y patrón. Esta decisión parece haber sido tomada para disipar las posibles dudas del rey acerca de las intenciones de su sobrino. El joven Guillermo permaneció bajo el cuidado de su hermanastra y de Elías hasta agosto de 1110, cuando el rey envió repentinamente a buscar a su sobrino. Elias se encontraba lejos de casa en aquel momento, así que sus sirvientes consiguieron esconder al joven Guillermo y enviarlo junto a él a escondidas, lo que le costó la pérdida del ducado.

### Primera rebelión normanda, 1118-19
El primer refugio del joven Guillermo fue Robert de Bellême, gran enemigo de Enrique y que poseía amplios territorios al sur del ducado. Tras la captura de Robert en 1112, Guillermo y Elías huyeron a la corte de Balduino de Flandes, que era primo de Guillermo. En 1118, una poderosa coalición de condes y barones normandos se unió al conde Balduino para apoyar las pretensiones de Guillermo, iniciando una peligrosa revuelta.
Esta coalición era demasiado poderosa para el rey y consiguió ocupar gran parte del norte del condado. Pero la prometedora campaña concluyó súbitamente con las graves heridas de Balduino durante el sitio de Arques en septiembre de 1118. Al año siguiente fue Luis VI de Francia el que tomó partido por la causa de Clito. Invadió el ducado por el Sena y el 20 de agosto de 1119 se enfrentó a Enrique I en la Batalla de Bremule, donde los franceses sufrieron una derrota decisiva.
Guillermo figuraba como nuevo caballero entre la guardia real ese día y escapó por poco de ser capturado. Su primo, Guillermo Adelin, hijo de Enrique, le envió al día siguiente el caballo que había perdido en la batalla junto con otras necesidades en un gesto de cortesía. La rebelión se colapsó, pero Guillermo siguió contando con partidarios en la corte francesa. Luis presentó su causa ante el Papa en octubre de 1119 en Reims, forzando a Enrique a explicar su conducta frente al joven exiliado.

### Segunda rebelión normanda, 1123-1124
La muerte de Guillermo Atheling, único hijo legítimo de Enrique I, cambió la suerte de Clito. Era ahora el heredero más apto para reinar en Inglaterra y Normandía, y gran parte de la aristocracia normanda adoptó su causa en 1122, liderados por Amaury de Montfort, conde de Evreux y Waleran de Beaumont, conde de Meulan.
La posición de Guillermo se vio más reforzada aún tras su matrimonio con Sibila, hija del conde Fulco V de Anjou. Esta boda aportaría a Guillermo el condado de Maine, entre Normandía y Anjou, como dote. El rey Enrique apeló a la ley eclesiástica, lo que llevó a la anulación del matrimonio en agosto de 1124 por el parentesco de los contrayentes.
Mientras tanto, estallaba en Normandía una rebelión nobiliaria a favor de Guillermo, pero la red de espionaje de Enrique y la falta de organización de los sublevados desbarataron el intento. Luis VI, por su parte, se vio obligado a prestar atención a su flanco este, tras la ascensión al trono imperial de Enrique V, yerno de Enrique I.

### Conde de Flandes
Luis VI realizó grandes esfuerzos en apoyo de la causa de Guillermo en 1127. En enero, le concedió los realengos del Vexin francés para utilizarlos como base para atacar Normandía por el Sena, y se casó con la hermanastra del rey, Juana de Montferrato. El asesinato del conde Carlos el Bueno de Flandes el 2 de marzo de 1127 permitió a Luis reforzar aún más la lucha de Guillermo. Marchó sobre Flandes a la cabeza de un ejército y el 30 de marzo consiguió la aceptación del joven Clito como nuevo conde por parte de los barones de la provincia.
Al principio, Guillermo lo hizo bien, consiguiendo asegurar su dominio a finales de mayo, pero el dinero inglés y la emergencia de Teodorico de Alsacia como rival deterioraron su posición. En febrero de 1128, Saint-Omer y Gante se pronunciaron en su contra, y lo mismo hizo Brujas en marzo. En mayo, Lille dio también su apoyo a Teodorico, dejando a Guillermo con el control de apenas la franja sur de Flandes. No obstante, Guillermo contraatacó y el 21 de junio consiguió derrotar a Teodorico en Axspoele, al sur de Brujas.
Se le unió entonces, el duque Godofredo I de Lovaina y ambos pusieron sitio a Gante. Pero durante el asedio, Guillermo falleció a consecuencia de una herida a la edad de 25 años. Su cuerpo fue llevado a la Abadía de San Bertin en Saint Omer, donde fue enterrado. No tuvo hijos, y fue sobrevivido por su padre, que moriría seis años después en prisión.